# Route nationale 81 (France)
Pour les articles homonymes, voir Route nationale 81.
La route nationale 81, ou RN 81, est une ancienne route nationale française.
Servant un itinéraire de Roanne à Clermont-Ferrand, elle a d'abord relié Roanne à Chabreloche puis Roanne à Noirétable, mais ces deux tracés ont été déclassés respectivement en 1932 et en 1972.
Ce numéro a été ensuite réattribué à une route de Nevers à Pouilly-en-Auxois avant que cet axe ne soit déclassé en 2006 ; il reprenait par ailleurs une partie du tracé d'autres routes nationales (la RN 78 de Nevers à Saint-Éloi, la RN 79 de Saint-Éloi à Decize, la RN 478 de Decize à Luzy, la RN 73 de Luzy à Autun, et la RN 494 d'Autun à Meilly-sur-Rouvres).

## Historique
La RN 81 apparaît en 1824 comme la route « de Roanne à Clermont » ; elle reliait alors Roanne à Chabreloche (où elle rejoignait la route nationale 89).
Son tracé entre Roanne et Chabreloche sera rectifié à plusieurs reprises avant que ces sections ne soient déclassées en 1933 ; la route reliait alors Roanne à Noirétable (où elle rejoignait toujours la RN 89), mais cet axe non stratégique sera déclassé en 1972.

À partir de 1978, la RN 81 fut rattachée à un itinéraire de Nevers, où elle se détachait de la route nationale 7, à Pouilly-en-Auxois, où elle rejoignait l'autoroute A6.
Ce tracé a été entièrement déclassé (en RD 981 dans la Nièvre ainsi que dans la Côte-d'Or, et en RD 681 en Saône-et-Loire) en 2006.

## Tracé

### Ancien tracé de Nevers à Pouilly-en-Auxois
Ce tracé a été déclassé en RD 981 (ou RD 681 en Saône-et-Loire) en 2006.
Il traversait les communes de :
- Nevers
- Saint-Éloi
- Imphy
- Saint-Ouen-sur-Loire
- Béard
- Saint-Léger-des-Vignes
- Decize
- Fours
- Lanty
- Luzy
- Autun
- Dracy-Saint-Loup
- Arnay-le-Duc
- Meilly-sur-Rouvres
- Créancey

Il rejoint à Créancey l'échangeur de Pouilly-en-Auxois permettant l'accès aux autoroutes A6 et A38, et est prolongé par la RD 977bis (en direction de Pouilly-en-Auxois).

## Ancien tracé de Noirétable à Roanne
L’ancienne RN 81 a été reprise par les RD 1, 8 (sur quelques hectomètres), 53 et 86 du département de la Loire. Jusqu'en 1972, la RN 81 se terminait à Noirétable alors qu'elle était la route ayant le numéro le moins élevé des deux s'y croisant (l'autre étant la RN 89). 
- Noirétable D 53
- Les Salles
- Champoly
- Grand Ris, commune de Saint-Romain-d'Urfé D 53
- Saint-Just-en-Chevalet D 1
- Juré D 86
- Crémeaux
- La Croix du Lac, commune de Bully D 86
- Le Puy, commune de Saint-Jean-Saint-Maurice-sur-Loire D 8
- Le Pont, commune de Lentigny D 53
- Lentigny
- Le Cabaret de l'Âne, commune d'Ouches
- Roanne D 53